# Exocarpos strictus
Exocarpos strictus, ou cereja anã, é um arbusto erecto adaptável e versátil com frutos parecidos com cerejas, que é nativo de partes da Austrália (incluindo Tasmânia). E. strictus foi descrito pelo botânico Robert Brown em 1810.

## Distribuição e ocorrência
É comum em Victoria, Austrália do Sul, Queensland, Nova Gales do Sul, Tasmânia e no Território da Capital Australiana